# Giải Vi sinh học Selman A. Waksman
Giải Vi sinh học Selman A. Waksman là một giải thưởng của Viện hàn lâm Khoa học quốc gia Hoa Kỳ dành cho "công trình nghiên cứu Vi sinh vật học xuất sắc". Giải được đặt theo tên nhà hóa sinh và vi sinh vật học đã đoạt Giải Nobel Sinh lý và Y khoa năm 1952 Selman A. Waksman, và được trao hai năm một lần, từ năm 1968.

## Những người đoạt giải
- 2015: Susan Gottesman
- 2013: Jeffrey I. Gordon
- 2011: Carol A. Gross
- 2009: Jonathan Beckwith
- 2007: Richard M. Losick
- 2005: Lucy Shapiro
- 2003: Stanley Falkow
- 2001: Norman R. Pace
- 1999: R. John Collier
- 1997: Carl R. Woese
- 1995: Ralph S. Wolfe
- 1993: Boris Magasanik
- 1991: Melvin I. Simon
- 1989: Bernard D. Davis
- 1986: Harland G. Wood
- 1984: Purnell W. Choppin
- 1982: Irwin C. Gunsalus
- 1980: Julius Adler
- 1978: Howard Green
- 1976: Wallace P. Rowe
- 1974: Renato Dulbecco
- 1972: Charles Yanofsky
- 1970: E. R. Stadtman
- 1968: Jack L. Strominger